# Лонгфорд (Тасмания)
Лонгфорд (англ. Longford) — небольшой город (англ. town) на севере Тасмании (Австралия).

## География
Лонгфорд расположен на севере Тасмании, у места впадения реки Маккуори в Саут-Эск. Лонгфорд находится на расстоянии около 24 км от Лонсестона — второго по величине города Тасмании.

## История
Первое европейское поселение на месте нынешнего Лонгфорда появилось в 1807 году, когда там обосновались фермеры-переселенцы с острова Норфолк. Это поселение было известно под названием Норфолк-Плейнс (англ. Norfolk Plains). В 1827 году был построен отель «Лонгфорд», вокруг которого и был построен нынешний город. Некоторое время он назывался Латур (Latour), а в 1833 году был переименован в Лонгфорд.

## Население
Согласно переписи населения 2016 года, население Лонгфорда составляло 3347 человека, 48,4 % мужчин и 51,6 % женщин. Средний возраст жителей Лонгфорда составлял 48 лет.
| 1996 | 2001 | 2006 | 2011 | 2016 |
| ---- | ---- | ---- | ---- | ---- |
| 2829 | 2826 | 3027 | 3053 | 3347 |

## Транспорт
Вдоль северной оконечности города проходит автомобильная дорога  Иллаварра-Роуд (Illawarra Road), соединяющая  Мидленд-Хайвей (Midland Highway) на востоке с  Басс-Хайвей (Bass Highway) на западе. С юга к Лонгфорду подходит автомобильная дорога  Кресси-Роуд (Cressy Road).
Ближайший аэропорт — расположенный примерно в 9—10 км от центра города аэропорт Лонсестона, откуда осуществляются регулярные пассажирские рейсы в Хобарт, Мельбурн, Сидней, Брисбен, а также на остров Флиндерс.

## Климат
| Показатель                                | Янв. | Фев. | Март | Апр. | Май  | Июнь | Июль | Авг. | Сен. | Окт. | Нояб. | Дек. | Год   |
| ----------------------------------------- | ---- | ---- | ---- | ---- | ---- | ---- | ---- | ---- | ---- | ---- | ----- | ---- | ----- |
| Абсолютный максимум, °C                   | 40,4 | 34,7 | 34,6 | 27,6 | 21,7 | 17,9 | 16,8 | 20,0 | 23,4 | 26,4 | 31,9  | 33,6 | 40,4  |
| Средний суточный максимум, °C             | 25,1 | 24,8 | 22,6 | 18,1 | 14,7 | 12,1 | 11,8 | 13,0 | 15,2 | 17,7 | 20,3  | 22,5 | 18,2  |
| Средний суточный минимум, °C              | 10,9 | 11,3 | 9,4  | 6,6  | 4,2  | 2,4  | 2,1  | 3,0  | 4,1  | 5,4  | 7,7   | 8,9  | 6,3   |
| Абсолютный минимум, °C                    | 1,3  | 2,9  | −0,1 | −3,3 | −4,1 | −5,6 | −4,6 | −3,6 | −3   | −2,7 | −1,3  | 0,8  | −5,6  |
| Норма осадков, мм                         | 33,7 | 28,8 | 51,6 | 43,7 | 52,0 | 52,5 | 59,4 | 84,3 | 58,3 | 36,1 | 58,9  | 47,4 | 610,6 |
| Источник: Австралийское бюро метеорологии |      |      |      |      |      |      |      |      |      |      |       |      |       |

*Метеорологическая станция аэропорта Лонсестона находится примерно в 9 км от центра Лонгфорда.

## Фотогалерея
|  |  |  |